# اینترلیکن، نیوجرسی
اینترلیکن (به انگلیسی: Interlaken) شهری در ایالت نیوجرسی کشور ایالات متحده آمریکا است که جمعیت آن در سرشماری سال ۲۰۱۰ میلادی، ۸۲۰ نفر بوده‌است.